# Oberea angolana
Oberea angolana är en skalbaggsart som beskrevs av Stefan von Breuning 1962. Oberea angolana ingår i släktet Oberea och familjen långhorningar.
Artens utbredningsområde är Angola. Inga underarter finns listade i Catalogue of Life.